# إي أوه إس (تصوير طبي)
إي أوه إس  (EOS) هو نظام تصوير طبي تم تصميمه بواسطة شركة إي أوه إس للتصوير التي تستخدم التصوير الإشعاعي الرقمي وذلك لإنتاج الصور الأمامية والجانبية للمرضى. وهي التي تحدد كمية الجرعة الممتصة من الأشعة السينية بواسطة المريض في وضع عمودي عن طريق استخدام كاشف الغرفة السلكية للكشف عن الأشعة السينية.
يُسوق لنظام إي أوه إس عن طريق الشركة الفرنسية إي أوه إس إيماجينج [الإنجليزية] (والمعروفة سابقًا باسم بايو سبيس) باعتباره تطبيق خاص بـالعظام، مع تصوير ثلاثي الأبعاد للعمود الفقري، والأطراف السفلية للمريض (وذلك بفضل تطبيق ستير إي أو إس (SterEOS)).